# Mistrzostwa Świata Juniorów w Hokeju na Lodzie 2016/I Dywizja
Mistrzostwa Świata Juniorów w Hokeju na Lodzie I dywizji 2016 odbyły się w dwóch państwach: w Austrii (Wiedeń) oraz we Francji (Megève). Zawody grupy A rozgrywano w dniach 13–19 grudnia 2015 roku, a grupy B 12-18 grudnia 2015 roku.
W mistrzostwach drugiej dywizji uczestniczyło 12 zespołów, które zostały podzielone na dwie grupy po 6 zespołów. Rozgrywały one mecze systemem każdy z każdym. Pierwsza oraz druga drużyna turnieju grupy A awansowały do mistrzostw świata elity w 2017 roku, ostatni zespół grupy A w 2016 roku zagra w grupie B, zastępując zwycięzcę turnieju grupy B. Najsłabsza drużyna grupy B spadła do drugiej dywizji.
Przed mistrzostwami grupy B z udziału wycofała się reprezentacja Japonii, przez co została zdegradowana do dywizji IIA.
Hale, w których odbyły się zawody to:
- Albert-Schultz-Eishalle (Wiedeń)
- Palais des Sports (Megève)

## Grupa A
Wyniki
| 13 grudnia 2015 | Kazachstan | 2:3 | Niemcy | Albert-Schultz-Eishalle, Wiedeń |

| Szczegóły      | Szczegóły                                  | Szczegóły       | Szczegóły                                                        | Szczegóły                                                                                     |
| -------------- | ------------------------------------------ | --------------- | ---------------------------------------------------------------- | --------------------------------------------------------------------------------------------- |
| Godzina: 13:00 | A. Asetow (EQ) 23:20 D. Presnow (EQ) 48:12 | (0:0, 1:2, 1:1) | 24:24 (PP) K. Wissmann 28:36 (EQ) A. Eder 58:05 (EQ) K. Wissmann | Widzów: 350 Sędzia główny: Liam Sewell Sędziowie liniowi: Michael Johnstone Gasper Jaka Zganc |
| Godzina: 13:00 | 4 min. kar                                 |                 | 12 min. kar                                                      | Widzów: 350 Sędzia główny: Liam Sewell Sędziowie liniowi: Michael Johnstone Gasper Jaka Zganc |

| 13 grudnia 2015 | Włochy | 1:10 | Norwegia | Albert-Schultz-Eishalle, Wiedeń |

| Szczegóły      | Szczegóły               | Szczegóły       | Szczegóły | Szczegóły                                                                                        |
| -------------- | ----------------------- | --------------- | --- | ------------------------------------------------------------------------------------------------ |
| Godzina: 16:30 | M. Mantinger (EQ) 02:36 | (1:3, 0:2, 0:5) | 11:03 (EQ) J. Ekaas 12:32 (EQ) A. Gulliksen 19:06 (EQ) C. Olsen 23:41 (EQ) S. Nystuen 29:03 (EQ) M. Rønnild 41:48 (EQ) F. Jørgensen 43:38 (EQ) H. Knold 52:17 (EQ) J. Johannesen 54:56 (EQ) L. Hoff 55:50 (EA) L. Hoff | Widzów: 325 Sędzia główny: Paweł Meszyński Sędziowie liniowi: Sławomir Szachniewicz Roman Vyleta |
| Godzina: 16:30 | 12 min. kar             |                 | 14 min. kar | Widzów: 325 Sędzia główny: Paweł Meszyński Sędziowie liniowi: Sławomir Szachniewicz Roman Vyleta |

| 13 grudnia 2015 | Austria | 2:6 | Łotwa | Albert-Schultz-Eishalle, Wiedeń |

| Szczegóły      | Szczegóły                                      | Szczegóły       | Szczegóły | Szczegóły                                                                                     |
| -------------- | ---------------------------------------------- | --------------- | --- | --------------------------------------------------------------------------------------------- |
| Godzina: 20:00 | F. Baltram (EQ) 24:14 S. Antonitsch (EQ) 53:15 | (0:3, 1:3, 1:0) | 00:56 (EQ) R. Balcers 09:43 (EQ) O. Šišļaņņikovs 16:49 (PP) K. Zīle 22:43 (EQ) K. Galoha 32:03 (SH) G. Sprukts 38:32 (EQ) F. Buncis | Widzów: 1048 Sędzia główny: Robert Mullner Sędziowie liniowi: Ally Flockhart Wasilij Kaliadau |
| Godzina: 20:00 | 8 min. kar                                     |                 | 12 min. kar | Widzów: 1048 Sędzia główny: Robert Mullner Sędziowie liniowi: Ally Flockhart Wasilij Kaliadau |

| 14 grudnia 2015 | Niemcy | 2:1 | Włochy | Albert-Schultz-Eishalle, Wiedeń |

| Szczegóły      | Szczegóły                                    | Szczegóły       | Szczegóły           | Szczegóły                                                                               |
| -------------- | -------------------------------------------- | --------------- | ------------------- | --------------------------------------------------------------------------------------- |
| Godzina: 13:00 | A. Eder (EQ) 07:14 J. Mayenschein (EQ) 25:09 | (1:0, 1:1, 0:0) | 32:07 (EQ) D. Conci | Widzów: 352 Sędzia główny: Andrew Wilk Sędziowie liniowi: Wasilij Kaliadau Roman Vyleta |
| Godzina: 13:00 | 6 min. kar                                   |                 | 8 min. kar          | Widzów: 352 Sędzia główny: Andrew Wilk Sędziowie liniowi: Wasilij Kaliadau Roman Vyleta |

| 14 grudnia 2015 | Łotwa | 5:3 | Kazachstan | Albert-Schultz-Eishalle, Wiedeń |

| Szczegóły      | Szczegóły | Szczegóły       | Szczegóły                                                       | Szczegóły                                                                                             |
| -------------- | --- | --------------- | --------------------------------------------------------------- | --- |
| Godzina: 16:30 | M. Ponomarenko (PP) 39:47 M. Dzierkals (EQ) 42:28 F. Razgals (EQ) 46:19 M. Lazarevs (EQ) 55:59 F. Razgals (EQ) 58:18 | (0:2, 1:0, 4:1) | 05:22 (EQ) D. Presnow 09:03 (PP) D. Grents 57:08 (EQ) A. Asitow | Widzów: 253 Sędzia główny: Paweł Meszynski Sędziowie liniowi: Michael Johnstone Sławomir Szachniewicz |
| Godzina: 16:30 | 37 min. kar |                 | 10 min. kar                                                     | Widzów: 253 Sędzia główny: Paweł Meszynski Sędziowie liniowi: Michael Johnstone Sławomir Szachniewicz |

| 14 grudnia 2015 | Norwegia | 3:4 | Austria | Albert-Schultz-Eishalle, Wiedeń |

| Szczegóły      | Szczegóły                                                        | Szczegóły       | Szczegóły                                                                             | Szczegóły                                                                                    |
| -------------- | ---------------------------------------------------------------- | --------------- | ------------------------------------------------------------------------------------- | -------------------------------------------------------------------------------------------- |
| Godzina: 20:00 | M. Rønnild (EQ) 01:55 F. Jørgensen (EQ) 13:58 L. Hoff (PP) 15:30 | (3:2, 0:0, 0:2) | 02:39 (EQ) L. Haudum 04:46 (EQ) A. Lahoda 47:32 (EQ) D. Zwerger 54:47 (PP) F. Baltram | Widzów: 914 Sędzia główny: Liam Sewell Sędziowie liniowi: Sotaro Yamaguchi Gasper Jaka Zganc |
| Godzina: 20:00 | 8 min. kar                                                       |                 | 12 min. kar                                                                           | Widzów: 914 Sędzia główny: Liam Sewell Sędziowie liniowi: Sotaro Yamaguchi Gasper Jaka Zganc |

| 16 grudnia 2015 | Norwegia | 1:2 pk. | Łotwa | Albert-Schultz-Eishalle, Wiedeń |

| Szczegóły      | Szczegóły           | Szczegóły                 | Szczegóły                                | Szczegóły                                                                                    |
| -------------- | ------------------- | ------------------------- | ---------------------------------------- | -------------------------------------------------------------------------------------------- |
| Godzina: 13:00 | H. Knold (PP) 17:23 | (1:0, 0:1, 0:0, 0:0, 0:1) | 31:44 (EQ) F. Buncis 65:00 (SO) R. Ābols | Widzów: 558 Sędzia główny: Andrew Wilk Sędziowie liniowi: Michael Johnstone Wasilij Kaliadau |
| Godzina: 13:00 | 8 min. kar          |                           | 8 min. kar                               | Widzów: 558 Sędzia główny: Andrew Wilk Sędziowie liniowi: Michael Johnstone Wasilij Kaliadau |

| 16 grudnia 2015 | Kazachstan | 7:0 | Włochy | Albert-Schultz-Eishalle, Wiedeń |

| Szczegóły      | Szczegóły | Szczegóły       | Szczegóły   | Szczegóły                                                                                    |
| -------------- | --- | --------------- | ----------- | -------------------------------------------------------------------------------------------- |
| Godzina: 16:30 | A. Asetow (PP) 09:31 I. Łobanow (PP2) 26:47 D. Sentjuszkin (PP) 28:57 A. Asetow (PP) 34:13 B. Tolepbergen (PP) 35:45 N. Neznamow (SH) 39:38 I. Borowikow (EQ) 45:00 | (1:0, 5:0, 1:0) |             | Widzów: 346 Sędzia główny: Robert Mullner Sędziowie liniowi: Ally Flockhart Sotaro Yamaguchi |
| Godzina: 16:30 | 6 min. kar |                 | 39 min. kar | Widzów: 346 Sędzia główny: Robert Mullner Sędziowie liniowi: Ally Flockhart Sotaro Yamaguchi |

| 16 grudnia 2015 | Niemcy | 1:3 | Austria | Albert-Schultz-Eishalle, Wiedeń |

| Szczegóły      | Szczegóły           | Szczegóły       | Szczegóły                                                         | Szczegóły                                                                                         |
| -------------- | ------------------- | --------------- | ----------------------------------------------------------------- | ------------------------------------------------------------------------------------------------- |
| Godzina: 20:00 | S. Loibl (EQ) 28:18 | (0:1, 1:0, 0:2) | 16:28 (EQ) D. Zwerger 40:37 (SH) F. Baltram 59:51 (EN) D. Zwerger | Widzów: 2246 Sędzia główny: Paweł Meszyński Sędziowie liniowi: Sławomir Szachniewicz Roman Vyleta |
| Godzina: 20:00 | 2 min. kar          |                 | 4 min. kar                                                        | Widzów: 2246 Sędzia główny: Paweł Meszyński Sędziowie liniowi: Sławomir Szachniewicz Roman Vyleta |

| 17 grudnia 2015 | Norwegia | 3:4 pk. | Kazachstan | Albert-Schultz-Eishalle, Wiedeń |

| Szczegóły      | Szczegóły                                                       | Szczegóły                 | Szczegóły                                                                                | Szczegóły                                                                                |
| -------------- | --------------------------------------------------------------- | ------------------------- | ---------------------------------------------------------------------------------------- | ---------------------------------------------------------------------------------------- |
| Godzina: 13:00 | J. Nipe (EQ) 05:37 M. Henriksen (EQ) 16:05 Jørgensen (EQ) 29:42 | (2:0, 1:2, 0:1, 0:0, 0:1) | 29:24 (EQ) A. Asetow 32:59 (EQ) A. Asetow 59:40 (EA) B. Tolepbergen 65:00 (SO) W. Wołkow | Widzów: 168 Sędzia główny: Liam Sewell Sędziowie liniowi: Michael Johnstone Roman Vyleta |
| Godzina: 13:00 | 2 min. kar                                                      |                           | 2 min. kar                                                                               | Widzów: 168 Sędzia główny: Liam Sewell Sędziowie liniowi: Michael Johnstone Roman Vyleta |

| 17 grudnia 2015 | Łotwa | 4:1 | Niemcy | Albert-Schultz-Eishalle, Wiedeń |

| Szczegóły      | Szczegóły                                                                         | Szczegóły       | Szczegóły          | Szczegóły                                                                                       |
| -------------- | --------------------------------------------------------------------------------- | --------------- | ------------------ | ----------------------------------------------------------------------------------------------- |
| Godzina: 16:30 | R. Ābols (EQ) 03:15 R. Ābols (PP) 19:24 A. Bušs (EQ) 38:46 M. Lazarevs (EN) 58:57 | (2:0, 1:1, 1:0) | 29:20 (EQ) T. Eder | Widzów: 307 Sędzia główny: Robert Mullner Sędziowie liniowi: Wasilij Kaliadau Gasper Jaka Zganc |
| Godzina: 16:30 | 2 min. kar                                                                        |                 | 6 min. kar         | Widzów: 307 Sędzia główny: Robert Mullner Sędziowie liniowi: Wasilij Kaliadau Gasper Jaka Zganc |

| 17 grudnia 2015 | Włochy | 3:7 | Austria | Albert-Schultz-Eishalle, Wiedeń |

| Szczegóły      | Szczegóły                                                  | Szczegóły       | Szczegóły | Szczegóły                                                                                 |
| -------------- | ---------------------------------------------------------- | --------------- | --- | ----------------------------------------------------------------------------------------- |
| Godzina: 20:00 | D. Conci (EQ) 45:39 E. Thum (EQ) 50:01 D. Conci (EQ) 59:29 | (0:1, 0:4, 3:2) | 05:15 (EQ) D. Wachter 22:24 (EQ) A. Lahoda 24:23 (PP2) S. Gaffal 25:34 (EQ) D. Jakubitzka 28:23 (EQ) A. Lahoda 42:49 (EQ) S. Antonitsch 53:13 (EQ) S. Antonitsch | Widzów: 865 Sędzia główny: Andrew Wilk Sędziowie liniowi: Ally Flockhart Sotaro Yamaguchi |
| Godzina: 20:00 | 18 min. kar                                                |                 | 22 min. kar | Widzów: 865 Sędzia główny: Andrew Wilk Sędziowie liniowi: Ally Flockhart Sotaro Yamaguchi |

| 19 grudnia 2015 | Łotwa | 3:0 | Włochy | Albert-Schultz-Eishalle, Wiedeń |

| Szczegóły      | Szczegóły                                                        | Szczegóły       | Szczegóły   | Szczegóły                                                                                     |
| -------------- | ---------------------------------------------------------------- | --------------- | ----------- | --------------------------------------------------------------------------------------------- |
| Godzina: 13:00 | H. Egle (EQ) 03:24 K. Galoha (EQ) 52:54 R. Ābols (SH) (EN) 59:21 | (1:0, 0:0, 2:0) |             | Widzów: 170 Sędzia główny: Paweł Meszyński Sędziowie liniowi: Ally Flockhart Sotaro Yamaguchi |
| Godzina: 13:00 | 4 min. kar                                                       |                 | 10 min. kar | Widzów: 170 Sędzia główny: Paweł Meszyński Sędziowie liniowi: Ally Flockhart Sotaro Yamaguchi |

| 19 grudnia 2015 | Niemcy | 3:4 pk. | Norwegia | Albert-Schultz-Eishalle, Wiedeń |

| Szczegóły      | Szczegóły                                                            | Szczegóły                 | Szczegóły                                                                           | Szczegóły                                                                                         |
| -------------- | -------------------------------------------------------------------- | ------------------------- | ----------------------------------------------------------------------------------- | ------------------------------------------------------------------------------------------------- |
| Godzina: 16:30 | Ch. Korner (EQ) 27:21 M. Edfelder (EQ) 33:26 J. Napravnik (EQ) 39:36 | (0:0, 3:0, 0:3, 0:0, 0:1) | 45:01 (EQ) H. Knold 49:51 (EQ) H. Knold 59:58 (EA) C. Olsen 65:00 (SO) A. Gulliksen | Widzów: 810 Sędzia główny: Andrew Wilk Sędziowie liniowi: Michael Johnstone Sławomir Szachniewicz |
| Godzina: 16:30 | 8 min. kar                                                           |                           | 12 min. kar                                                                         | Widzów: 810 Sędzia główny: Andrew Wilk Sędziowie liniowi: Michael Johnstone Sławomir Szachniewicz |

| 19 grudnia 2015 | Austria | 2:5 | Kazachstan | Albert-Schultz-Eishalle, Wiedeń |

| Szczegóły      | Szczegóły                                | Szczegóły       | Szczegóły | Szczegóły                                                                                 |
| -------------- | ---------------------------------------- | --------------- | --- | ----------------------------------------------------------------------------------------- |
| Godzina: 20:00 | M. Huber (EQ) 19:40 L. Haudum (EQ) 48:55 | (1:2, 0:2, 1:1) | 00:20 (EQ) D. Gents 01:32 (EQ) S. Sztefan 29:38 (PP) W. Wołkow 36:19 (EQ) I. Borowikow 47:58 (PP) S. Sztefan | Widzów: 1350 Sędzia główny: Liam Sewell Sędziowie liniowi: Roman Vyleta Gaspar Jaka Zganc |
| Godzina: 20:00 | 6 min. kar                               |                 | 6 min. kar                                                                                                   | Widzów: 1350 Sędzia główny: Liam Sewell Sędziowie liniowi: Roman Vyleta Gaspar Jaka Zganc |

Tabela
| Lp. | Zespół     | M | Pkt | Z | Zd | Pd | P | G+ | G- | +/− |
| --- | ---------- | - | --- | - | -- | -- | - | -- | -- | --- |
| 1.  | Łotwa      | 5 | 14  | 4 | 1  | 0  | 0 | 20 | 7  | +13 |
| 2.  | Austria    | 5 | 9   | 3 | 0  | 0  | 2 | 18 | 18 | 0   |
| 3.  | Kazachstan | 5 | 8   | 2 | 1  | 0  | 2 | 21 | 13 | +8  |
| 4.  | Norwegia   | 5 | 7   | 1 | 1  | 2  | 1 | 21 | 14 | +7  |
| 5.  | Niemcy     | 5 | 7   | 2 | 0  | 1  | 2 | 10 | 14 | -4  |
| 6.  | Włochy     | 5 | 0   | 0 | 0  | 0  | 5 | 5  | 29 | -24 |

    = awans do Elity      = spadek do dywizji I, grupy B
Statystyki indywidualne
- Klasyfikacja strzelców:  Alikhan Asetow
- Klasyfikacja asystentów:  Władimir Wołkow,  Anders Gulliksen
- Klasyfikacja kanadyjska:  Dominic Zwerger,  Władimir Wołkow
- Klasyfikacja +/−:  Frenks Razgals,  Henrik Knold
- Klasyfikacja skuteczności interwencji bramkarzy:  Matiss Kivlenieks
- Klasyfikacja średniej goli straconych na mecz bramkarzy:  Matiss Kivlenieks

Nagrody indywidualne
Dyrektoriat turnieju wybrał trójkę najlepszych zawodników na każdej pozycji:
- Bramkarz:  Matiss Kivlenieks
- Obrońca:  Karlis Cukste
- Napastnik:  Florian Baltram

## Grupa B
Wyniki
| 12 grudnia 2015 | Wielka Brytania | 3:2 pd. | Słowenia | Palais des Sports, Megève |

| Szczegóły      | Szczegóły                                                        | Szczegóły            | Szczegóły                                 | Szczegóły                                                                                |
| -------------- | ---------------------------------------------------------------- | -------------------- | ----------------------------------------- | ---------------------------------------------------------------------------------------- |
| Godzina: 15:30 | M. Keywood (PP) 43:43 O. Griffiths (EQ) 44:56 L. Hook (EQ) 60:37 | (0:0, 0:1, 2:1, 1:0) | 26:53 (EQ) J. Orehek 50:30 (EQ) M. Tarman | Widzów: 206 Sędzia główny: Juris Balodis Sędziowie liniowi: Thomas Caillot Jiri Ondracek |
| Godzina: 15:30 | 2 min. kar                                                       |                      | 10 min. kar                               | Widzów: 206 Sędzia główny: Juris Balodis Sędziowie liniowi: Thomas Caillot Jiri Ondracek |

| 12 grudnia 2015 | Francja | 3:2 pd. | Ukraina | Palais des Sports, Megève |

| Szczegóły      | Szczegóły                                                      | Szczegóły            | Szczegóły                                 | Szczegóły                                                                                          |
| -------------- | -------------------------------------------------------------- | -------------------- | ----------------------------------------- | -------------------------------------------------------------------------------------------------- |
| Godzina: 19:00 | B. Maia (EQ) 19:49 F. Colotti (SH) 38:05 F. Colotti (PP) 64:36 | (1:0, 1:2, 0:0, 1:0) | 32:46 (EQ) W. Mazur 33:17 (EQ) I. Radecki | Widzów: 700 Sędzia główny: Kristijan Nikolic Sędziowie liniowi: Władimir Efremow Michael Tscherrig |
| Godzina: 19:00 | 43 min. kar                                                    |                      | 8 min. kar                                | Widzów: 700 Sędzia główny: Kristijan Nikolic Sędziowie liniowi: Władimir Efremow Michael Tscherrig |

| 13 grudnia 2015 | Polska | 9:3 | Wielka Brytania | Palais des Sports, Megève |

| Szczegóły      | Szczegóły | Szczegóły       | Szczegóły                                                        | Szczegóły                                                                                |
| -------------- | --- | --------------- | ---------------------------------------------------------------- | ---------------------------------------------------------------------------------------- |
| Godzina: 15:30 | K. Sikora (EQ) 01:15 J. Lorek (EQ) 15:48 Ł. Krzemień (PP) 19:35 M. Horzelski (PP) 27:24 K. Wróbel (EQ) 28:10 M. Gościński (EQ) 30:51 J. Jaworski (EQ) 40:10 K. Wróbel (EQ) 40:28 K. Paszek (EQ) 52:53 | (3:0, 3:1, 3:2) | 32:34 (PP) I. Antonov 44:32 (PP) A. Forbes 48:04 (PP2) A. Forbes | Widzów: 128 Sędzia główny: Ramon Sterkens Sędziowie liniowi: Yann Furet Viesturs Levalds |
| Godzina: 15:30 | 16 min. kar |                 | 14 min. kar                                                      | Widzów: 128 Sędzia główny: Ramon Sterkens Sędziowie liniowi: Yann Furet Viesturs Levalds |

| 13 grudnia 2015 | Słowenia | 1:4 | Francja | Palais des Sports, Megève |

| Szczegóły      | Szczegóły              | Szczegóły       | Szczegóły                                                                              | Szczegóły                                                                                |
| -------------- | ---------------------- | --------------- | -------------------------------------------------------------------------------------- | ---------------------------------------------------------------------------------------- |
| Godzina: 19:00 | Z. Jezovsek (EQ) 43:08 | (0:1, 0:1, 1:2) | 06:12 (EQ) G. LeClerc 34:06 (PP) H. Gallet 44:04 (EQ) J. Addamo 59:22 (EN) R. Colomban | Widzów: 1030 Sędzia główny: Robert Hallin Sędziowie liniowi: Marcus Hoefer Jiri Ondracek |
| Godzina: 19:00 | 16 min. kar            |                 | 35 min. kar                                                                            | Widzów: 1030 Sędzia główny: Robert Hallin Sędziowie liniowi: Marcus Hoefer Jiri Ondracek |

| 15 grudnia 2015 | Ukraina | 0:1 | Polska | Palais des Sports, Megève |

| Szczegóły      | Szczegóły   | Szczegóły            | Szczegóły                | Szczegóły                                                                                 |
| -------------- | ----------- | -------------------- | ------------------------ | ----------------------------------------------------------------------------------------- |
| Godzina: 15:30 |             | (0:0, 0:0, 0:0, 0:1) | 64:21 (EQ) O. Jaśkiewicz | Widzów: 180 Sędzia główny: Kristijan Nikolic Sędziowie liniowi: Thomas Caillot Yann Furet |
| Godzina: 15:30 | 10 min. kar |                      | 6 min. kar               | Widzów: 180 Sędzia główny: Kristijan Nikolic Sędziowie liniowi: Thomas Caillot Yann Furet |

| 15 grudnia 2015 | Wielka Brytania | 4:3 | Francja | Palais des Sports, Megève |

| Szczegóły      | Szczegóły                                                                               | Szczegóły       | Szczegóły                                                    | Szczegóły                                                                                    |
| -------------- | --------------------------------------------------------------------------------------- | --------------- | ------------------------------------------------------------ | -------------------------------------------------------------------------------------------- |
| Godzina: 19:00 | L. Johnson (EQ) 17:18 L. Hook (EQ) 22:22 M. Heywood (PP) 46:52 O. Betteridge (PP) 59:29 | (1:2, 1:1, 2:0) | 00:37 (EQ) G. Leclerc 04:58 (PP2) B. Maia 33:34 (SH) B. Maia | Widzów: 1138 Sędzia główny: Juris Balodis Sędziowie liniowi: Władimir Jefremow Marcus Hoefer |
| Godzina: 19:00 | 20 min. kar                                                                             |                 | 51 min. kar                                                  | Widzów: 1138 Sędzia główny: Juris Balodis Sędziowie liniowi: Władimir Jefremow Marcus Hoefer |

| 16 grudnia 2015 | Ukraina | 2:3 | Wielka Brytania | Palais des Sports, Megève |

| Szczegóły      | Szczegóły                                  | Szczegóły       | Szczegóły                                                          | Szczegóły                                                                                  |
| -------------- | ------------------------------------------ | --------------- | ------------------------------------------------------------------ | ------------------------------------------------------------------------------------------ |
| Godzina: 15:30 | O. Worona (PP) 14:03 I. Radecki (PP) 54:20 | (1:0, 0:1, 1:2) | 34:40 (EQ) M. Stratford 43:15 (EQ) D. Speirs 49:50 (EQ) M. Heywood | Widzów: 126 Sędzia główny: Robert Hallin Sędziowie liniowi: Vladimir Caillot Jiri Ondracek |
| Godzina: 15:30 | 2 min. kar                                 |                 | 12 min. kar                                                        | Widzów: 126 Sędzia główny: Robert Hallin Sędziowie liniowi: Vladimir Caillot Jiri Ondracek |

| 16 grudnia 2015 | Polska | 3:0 | Słowenia | Palais des Sports, Megève |

| Szczegóły      | Szczegóły                                                            | Szczegóły       | Szczegóły   | Szczegóły                                                                                       |
| -------------- | -------------------------------------------------------------------- | --------------- | ----------- | ----------------------------------------------------------------------------------------------- |
| Godzina: 19:00 | K. Sikora (EQ) 22:34 S. Skrodziuk (EQ) 23:10 M. Horzelski (PP) 41:58 | (0:0, 2:0, 1:0) |             | Widzów: 185 Sędzia główny: Ramon Sterkens Sędziowie liniowi: Viesturs Levalds Michael Tscherrig |
| Godzina: 19:00 | 6 min. kar                                                           |                 | 20 min. kar | Widzów: 185 Sędzia główny: Ramon Sterkens Sędziowie liniowi: Viesturs Levalds Michael Tscherrig |

| 18 grudnia 2015 | Słowenia | 3:5 | Ukraina | Palais des Sports, Megève |

| Szczegóły      | Szczegóły                                                        | Szczegóły       | Szczegóły | Szczegóły                                                                                 |
| -------------- | ---------------------------------------------------------------- | --------------- | --- | ----------------------------------------------------------------------------------------- |
| Godzina: 15:30 | R. Avsenek (EQ) 31:11 M. Mercina (PP) 54:13 M. Jeklic (PP) 56:51 | (0:1, 1:3, 2:1) | 05:12 (PP) J. Tymczenko 24:46 (PS) O. Worona 29:11 (PP) I. Radecki 33:02 (EQ) O. Worona 40:26 (PP) I. Radecki | Widzów: 103 Sędzia główny: Ramon Sterkens Sędziowie liniowi: Władimir Jefremow Yann Furet |
| Godzina: 15:30 | 12 min. kar                                                      |                 | 37 min. kar                                                                                                   | Widzów: 103 Sędzia główny: Ramon Sterkens Sędziowie liniowi: Władimir Jefremow Yann Furet |

| 18 grudnia 2015 | Polska | 2:7 | Francja | Palais des Sports, Megève |

| Szczegóły      | Szczegóły                                   | Szczegóły       | Szczegóły | Szczegóły                                                                                        |
| -------------- | ------------------------------------------- | --------------- | --- | ------------------------------------------------------------------------------------------------ |
| Godzina: 20:00 | J. Jaworski (PP) 26:17 K. Wróbel (EQ) 50:21 | (0:1, 1:3, 1:3) | 15:42 (PP) F. Colotti 25:36 (EQ) B. Maia 28:32 (EQ) G. Ville 38:44 (EQ) L. Coulaud 45:52 (PP) B. Maia 51:18 (EQ) Guillaume 59:25 (EQ) B. Maia | Widzów: 1789 Sędzia główny: Kristijan Nikolic Sędziowie liniowi: Marcus Hoefer Michael Tscherrig |
| Godzina: 20:00 | 12 min. kar                                 |                 | 14 min. kar | Widzów: 1789 Sędzia główny: Kristijan Nikolic Sędziowie liniowi: Marcus Hoefer Michael Tscherrig |

Tabela
| Lp. | Zespół          | M | Pkt | Z | Zd | Pd | P | G+ | G- | +/− |
| --- | --------------- | - | --- | - | -- | -- | - | -- | -- | --- |
| 1.  | Francja         | 4 | 8   | 2 | 1  | 0  | 1 | 17 | 9  | +8  |
| 2.  | Polska          | 4 | 8   | 2 | 1  | 0  | 1 | 15 | 10 | +5  |
| 3.  | Wielka Brytania | 4 | 8   | 2 | 1  | 0  | 1 | 13 | 16 | -3  |
| 4.  | Ukraina         | 4 | 5   | 1 | 0  | 2  | 1 | 9  | 10 | -1  |
| 5.  | Słowenia        | 4 | 1   | 0 | 0  | 1  | 3 | 6  | 15 | -9  |
| 6.  | Japonia         | 0 | 0   | 0 | 0  | 0  | 0 | 0  | 0  | 0   |

    = awans do dywizji I, grupy A      = spadek do dywizji II, grupy A
Statystyki indywidualne
- Klasyfikacja strzelców:  Bastien Maïa
- Klasyfikacja asystentów:  Guillaume Leclerc /  Bastien Maïa
- Klasyfikacja kanadyjska:  Bastien Maïa
- Klasyfikacja +/−:  Thomas Thiry
- Klasyfikacja skuteczności interwencji bramkarzy:  Bohdan Diaczenko
- Klasyfikacja średniej goli straconych na mecz bramkarzy:  Bohdan Diaczenko

Nagrody indywidualne
Dyrektoriat turnieju wybrał trójkę najlepszych zawodników na każdej pozycji:
- Bramkarz:  Bohdan Diaczenko
- Obrońca:  Marcin Horzelski
- Napastnik:  Guillaume Leclerc